# Carlo Francesco Durini
Carlo Francesco Durini (ur. 20 stycznia 1693 w Mediolanie, zm. 25 czerwca 1769 tamże) – włoski kardynał.

## Życiorys
Urodził się 20 stycznia 1693 roku w Mediolanie, jako syn Giovanniego Giacoma Duriniego i Margherity Visconti. Studiował na Uniwersytecie Pawijskim, gdzie uzyskał doktorat utroque iure. Następnie został szambelanem papieskim i referendarzem Trybunału Obojga Sygnatur. 3 lutego 1725 roku przyjął święcenia kapłańskie. 22 czerwca 1739 roku został tytularnym arcybiskupem Rodos, a 5 lipca przyjął sakrę. W latach 1739–1744 był nuncjuszem w Szwajcarii, a w okresie 1744–1753 – we Francji. W 1753 roku został arcybiskupem ad personam Pawii. 26 listopada 1753 roku został kreowany kardynałem prezbiterem i otrzymał kościół tytularny Santi Quattro Coronati. Zmarł 25 czerwca 1769 roku w Mediolanie.